# Jobst Moritz von Offen
Jobst Moritz von Offen (* 7. Dezember 1635; † 1692) war ein kurbraunschweigischer Generalleutnant.

## Leben

### Herkunft
Jobst Moritz war Angehöriger des lippischen Adelsgeschlechts von Offen. Seine Eltern waren Jobst Bernhard von Offen († 1654), Erbherr auf Entrup und 1629–1635 auf Schieder und Hedwig Werpup a.d.H. Ullenhausen († 1656). Die Oberhofmeisterin bei Prinzessin Elisabeth Charlotte von der Pfalz, Anna Katharina von Offen (1624–1702), und die Oberhofmeisterin der Herzogin von Mecklenburg, Anna Maria von Offen waren seine Schwestern.

### Werdegang
Aus väterlichem Erbe übernahm er 1654 das Familienstammgut Entrup, als er als Page am sächsischen Hof in Dresden im Dienst stand. 1670 fand Offen als Oberstleutnant in spanischen Militärdiensten in Brabant Verwendung. Wenig später ist er in Hannoversche Dienste übergetreten, wo er 1673 im Rang eines Obersts Regimentschef des Reuterregiment R 3-A wurde. Als Generalmajor zeigte er 1675 der lippischen Regierung an, sich mit seinen Geschwistern wegen Entrup verglichen zu haben. 1677 übernahm er das Leibregiment und verlegte 1679 seinen dauernden Wohnort nach Hannover. Dort besaß er zeitweise das Gut Hemmingen. In der Folge verkaufte er Entrup 1685 an Christoph von Donop. Bis 1688 nahm er mit seinem Regiment am Türkenkrieg teil und avancierte 1690 zum Generalleutnant.

### Familie
Offen war in erster Ehe mit Anna Sabina von Schilder a.d.H. Himmighausen (1650–1680) vermählt, ging danach eine zweite Ehe mit Hedwig Sopie von Kracht (1633–1694), Tochter des Oberhauptmanns der Festung Küstrin, Hildebrand von Kracht (1573–1638) ein. Er hinterließ zwei Töchter und vielleicht einen Sohn.
1. Sophia Caroline (Eva Antoinette) von Offen (1669–1726),[3] ⚭ Graf Ernst August von Platen-Hallermund (1674–1726), kurbraunschweigischer General-Erb-Postmeister, Oberkammerherr, Wirklicher Geheimer Rat,[4] Oberhauptmann und Drost zu Grohnde u. Ohsen, Erbherr auf Linden[5][6]
2. Eva Antoinette von Offen († nach 1725), ⚭ um 1700 Baron Alexandre de Lorraine de Beauvernois († vor 1725), natürlicher Sohn des Abt Philippe de Lorraine aus dem Geschlecht de Guise[7]
3. (?) Georg Ludwig von Off(l)en († 1733), kaiserlicher Feldmarschalleutnant, Inhaber des Kürassier-Regiments Nr. 2, ⚭ Gräfin Maria Franziska von Rothal († 1746)[8]